# Xiahou Shang
Xiahou Shang (?-225) est un officier chinois du Wei, il est le neveu de Xiahou Dun. Il est fait prisonnier à la bataille du Mont Ding Jun mais rentre chez lui après être échangé contre Chen Shi. Plus tard au service de Cao Zhen, il attaque le Royaume de Wu mais tombe devant Lu xun.